# جيمس هيلاري موليغان
جيمس هيلاري موليغان (بالإنجليزية: James Hillary Mulligan)‏ هو محامي وسياسي أمريكي، ولد في 21 نوفمبر 1844، وتوفي في 1 يوليو 1915.